# علم احتكاك النانو

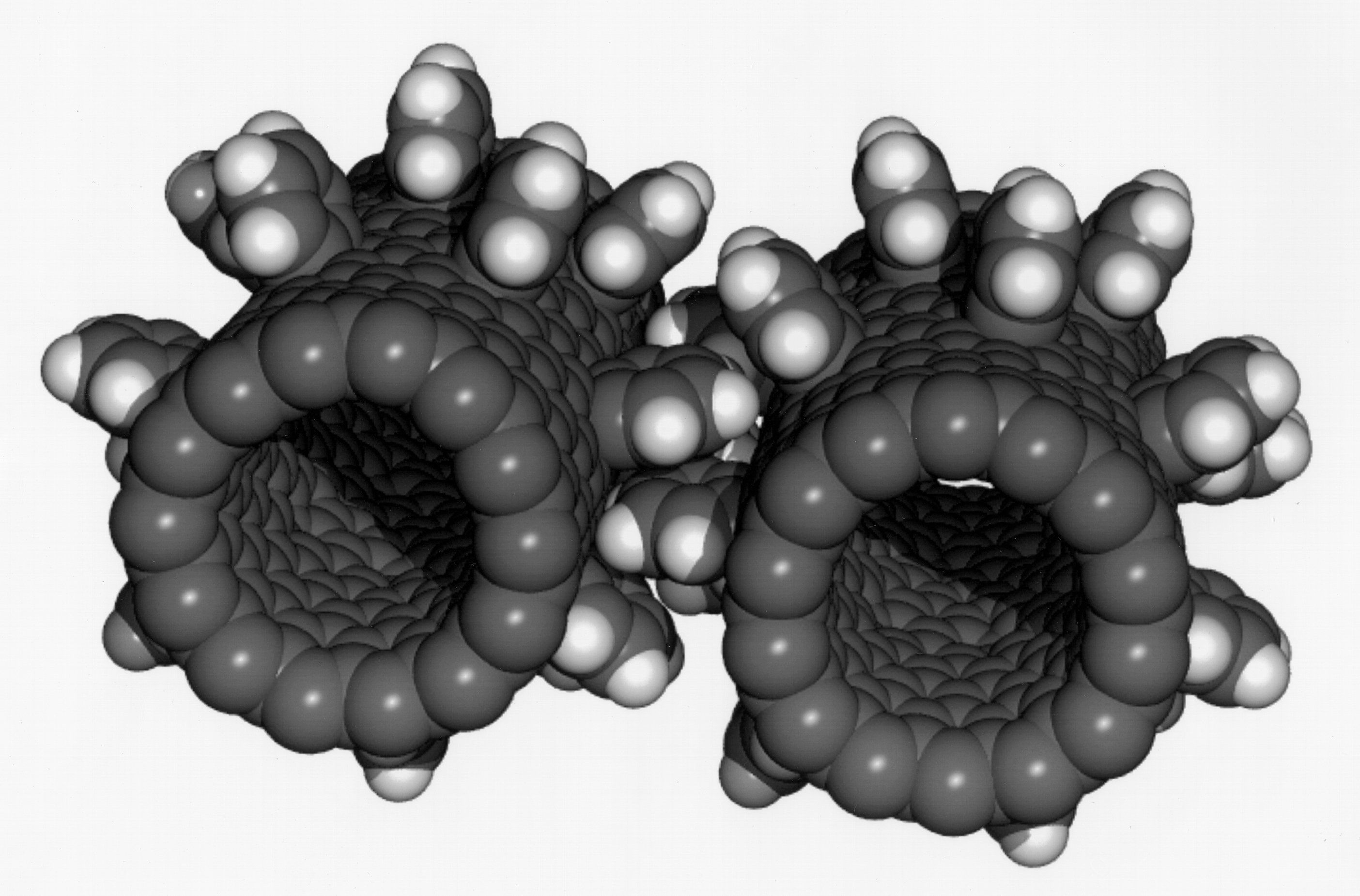
تروس الفوليرين النانوية

يشكل علم احتكاك النانو فرعًا من علم الاحتكاك الذي يدرس ظاهرات الاحتكاك، الاهتراء، الالتصاق والتزليق على المستوى النانوي، حيث لا يُستهان بالتفاعلات الذرية والتأثيرات الكمية. يهدف هذا التخصص إلى تحديد خصائص الأسطح وتعديلها للأغراض العلمية والتكنولوجية على السواء.
اشتملت بحوث علم احتكاك النانو تاريخيًا على منهجيات مباشرة وغير مباشرة. استُخدمت تقنيات مجهرية، بما في ذلك مجهر المسح النفقي، ومجهر القوة الذرية، وجهاز قوى الأسطح، لتحليل الأسطح ذات الدقة العالية للغاية، في حين استُخدمت أيضًا على نطاق واسع طرق غير مباشرة مثل الطرق الحاسوبية (نمذجة جزيئية) والتوازن الدقيق ببلورة المرو.
لتغيير طوبولوجيا الأسطح على المستوى النانوي، يمكن إما تقليل الاحتكاك أو تعزيزه بشكل أكبر من التزليق المجهري والالتصاق، وبهذه الطريقة يمكن التوصل إلى تزليق والتصاق فائقين. في الأجهزة الكهروميكانيكية الصغرى والصغائر، يمكن حل مشكلتي الاحتكاك والاهتراء الحرجتين بسبب نسبة حجم السطح العالية جدًا، من خلال تغطية الأجزاء المتحركة بتغطيات فائقة التزليق. من ناحية أخرى، حيث يعتبر الالتصاق مشكلة، تتيح تقنيات احتكاك النانو إمكانية التغلب على هذه الصعوبات.

## لمحة تاريخية
كان الاحتكاك والاهتراء من القضايا التقنية منذ العصور القديمة. من ناحية، كان النهج العلمي الذي اتُبع في القرون الماضية نحو فهم الآليات الأساسية يركز على الجوانب المجهرية لعلم الاحتكاك. من ناحية أخرى، في علم احتكاك النانو، تتكون النظم المدروسة من هياكل نانومترية، حيث يمكن اعتبار قوى الحجم (مثل تلك المتعلقة بالكتلة والجاذبية) قليلة بالمقارنة مع قوى السطح. لم تطوَر المعدات العلمية لدراسة مثل هذه النظم إلا في النصف الثاني من القرن العشرين. في عام 1969، طُورت الطريقة الأولى لدراسة سلوك غشاء سائل رقيق جزيئي وُضع بين سطحين ناعمين من خلال جهاز قوى الأسطح. منذ نقطة البداية هذه، كان الباحثون في ثمانينيات القرن العشرين يستخدمون تقنيات أخرى لفحص أسطح الحالة الصلبة على المقياس الذري.
بدأت الملاحظة المباشرة للاحتكاك والاهتراء على المستوى النانوي مع أول مجهر مسح نفقي، الذي يمكنه الحصول على صور ثلاثية الأبعاد للأسطح ذات الدقة الذرية، إذ طُورت هذه الأداة على يد كل من جيرد بينينج وهاينريخ روهرير في عام 1981. يمكن لمجهر المسح النفقي أن يفحص المواد الموصلة فقط، ولكن في عام 1985 تُمكِن أيضًا من مراقبة الأسطح غير الموصلية عن طريق اختراع مجهر القوة الذرية على يد بينينج وزملاؤه. بعد ذلك، عُدل مجهر القوة الذرية للحصول على بيانات عن القوى العمودية والاحتكاكية: تسمى هذه المجاهر المعدلة بمجاهر قوة الاحتكاك أو مجاهر القوة الجانبية. استُخدم مصطلح «علم احتكاك النانو» لأول مرة في عنوان منشور صدر في عام 1990، قُدم فيه تقرير عن دراسات مجهر القوة الذرية للاحتكاك «الانزلاقي الالتصاقي» على أغشية الماسية. عُرف «علم احتكاك النانو» لأول مرة على أنه مجال فرعي لعلم الاحتكاك يشمل مجموعة من الطرق التجريبية والحوسبية في منشور نُشر عام 1991 يُذكر فيه قياسات التوازن الدقيق ببلورة المرو لمستويات الاحتكاك الانزلاقية لأغشية سميكة ذات ذرة واحدة.
منذ بداية القرن الحادي والعشرين، استُخدمت طرق المحاكاة الذرية القائمة على الحاسوب لدراسة سلوك المخشنات الفردية، حتى تلك التي تتكون من ذرات قليلة. بفضل هذه التقنيات، يمكن فهم طبيعة الروابط والتفاعلات في المواد بدقة زمنية ومكانية عالية.

## خصائص

### الاحتكاك
عادة ما يُجعل الاحتكاك، القوة المعارضة للحركة النسبية، مثاليًا من خلال بعض القوانين التجريبية مثل قانوني أمونتون الأول والثاني، وقانون كولوم. لكن في المقياس النانوي، قد تفقد مثل هذه القوانين صلاحيتها. على سبيل المثال، ينص قانون أمونتون الثاني على أن معامل الاحتكاك مستقل عن منطقة التلامس. عمومًا، تكون للأسطح، مخشنات، تقلل من منطقة التلامس الفعلية، وبالتالي، فإن تقليل هذه المنطقة يمكن أن يقلل الاحتكاك.
في أثناء عملية المسح باستخدام مجهر القوة الذرية أو مجهر قوة الاحتكاك، يمر الطرف، منزلقًا على سطح العينة، عبر كل من نقاط طاقة الوضع العالية والمنخفضة (المستقرة)، المحددة، على سبيل المثال، من خلال مواضع ذرية أو على مقياس أكبر، من خلال خشونة السطح. دون أخذ التأثيرات الحرارية في الاعتبار، فإن القوة الوحيدة التي تجعل الطرف يتغلب على حواجز الوضع هذه هي قوة النابض التي يمنحها الدعم: وهذا يؤدي إلى حركة انزلاقية التصاقية.
على المستوي النانوي، يعتمد معامل الاحتكاك على عدة ظروف. على سبيل المثال، مع ظروف تحميل خفيفة، يميل إلى أن يكون أقل مما يكون على المستوى الماكروي. مع ظروف تحميل أعلى، يميل هذا المعامل إلى أن يكون مماثلًا للمعامل المجهري. يمكن أيضًا أن تؤثر درجة الحرارة وسرعة الحركة النسبية على الاحتكاك.

### التزليق والتزليق الفائق على المقياس الذري
يعد التزليق تقنية مستخدمة لتقليل الاحتكاك بين سطحين في تلامس متبادل. بصفة عامة، تكون المزلقات عبارة عن موائع تُدخل بين هذين السطحين لتقليل الاحتكاك.
مع ذلك، في الأجهزة النانوية أو المايكروية، غالبًا ما يكون التزليق مطلوبًا وتصبح المزلقات التقليدية شديدة اللزوجة عند حصرها في طبقات ذات سُمك جزيئي. تعتمد تقنية أكثر فعالية على الأغشية الرقيقة، التي تُنتج عادةً بواسطة ترسيب لانغمير-بلودغيت، أو طبقة أحادية ذاتية التجميع.
تُستخدم الأغشية الرقيقة والطبقات الأحادية ذاتية التجميع لزيادة ظاهرة الالتصاق.
وُجد أن غشائين رقيقين من مزلقات مشبعة بالفلور مع تركيبة كيميائية مختلفة لهما سلوكيات معاكسة في البيئة الرطبة: تزيد خاصية كراهية الماء من قوة الالتصاق وتخفض من تزليق أغشية ذات مجموعات لاقطبية، وبدلًا من ذلك، فإن خاصية محبة الماء لها تأثيرات معاكسة مع مجموعات قطبية.

#### التزليق الفائق
«يعتبر التزليق الفائق حالة تريبلوجية لا احتكاكية تحدث أحيانًا في اتصال المواد على مستوى النانوي».
على المستوى النانوي، يميل الاحتكاك إلى عدم تجانس الخواص: إذا كان لسطحين ينزلقان عكس بعضهما البعض هياكل شبكية سطحية غير متناسبة، فإن كل ذرة تخضع لكمية مختلفة من القوة من اتجاهات مختلفة. في هذه الحالة، يمكن أن تعوض القوى بعضها البعض، ما يؤدي إلى شبه انعدام الاحتكاك (احتكاك صفري).
وُجد أول دليل على ذلك باستخدام مجهر مسح نفقي عالي الفراغ للقياس. إذا كانت المشابك غير قابلة للتناسب، فإن الاحتكاك لم يلاحَظ، ومع ذلك، إذا كانت الأسطح قابلة للتناسب، تكون قوة الاحتكاك قائمة. على المستوى الذري، ترتبط هذه الخصائص التريبلوجية مباشرة بالتزليق الفائق.
تعطي المزلقات الصلبة مثالًا لذلك، مثل الغرافيت وثاني كبريتيد الموليبدينوم وكربيد سيليكون التيتانيوم: يمكن تفسير ذلك بانخفاض مقاومة القص بين الطبقات بسبب التركيب الطبقي لهذه المواد الصلبة.
حتى لو كان الاحتكاك على المقياس المجهري ينطوي على عدة اتصالات مايكروية ذات حجم واتجاه مختلفين، استنادًا إلى هذه التجارب، يمكن التوقع بأن جزءًا كبيرًا من الملامسات ستكون في نظام فائق التزليق. يؤدي ذلك إلى انخفاض كبير في متوسط قوة الاحتكاك، ما يفسر سبب وجود تأثير المزلقات في مثل مواد الصلب هذه.
تظهر التجارب الأخرى التي أجريت مع مجهر القوة الجانبية أن النظام الانزلاقي الالتصاقي غير مرئي إذا كان الحمل العادي المطبق سالبًا: يكون انزلاق الطرف سلسًا ويبدو متوسط قوة الاحتكاك صفرًا.
قد تتضمن آليات التزليق الأخرى ما يلي: (أ) التنافر الديناميكي الحراري الناتج عن طبقة من الجزيئات الماكروية الحرة أو المطعمة بين الأجسام بحيث تقل إنتروبيا الطبقة المتوسطة على مسافات صغيرة بسبب العزل الأقوى، (ب) التنافر الكهربائي بسبب الجهد الكهربائي الخارجي، (ج) التنافر بسبب الطبقة الكهربائية المزدوجة، (د) التنافر بسبب التقلبات الحرارية.